# Conselho Áulico

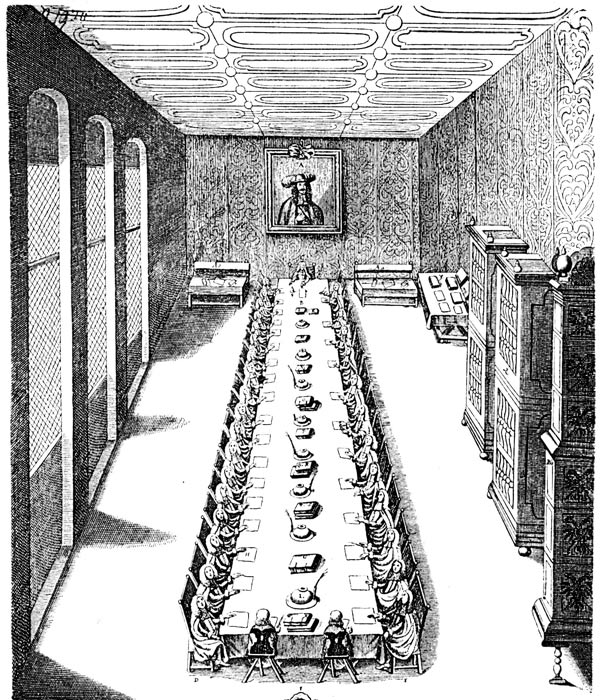
Uma reunião do Conselho Áulico, c. 1700.

O Conselho Áulico (do latim aula; “tribunal” nos tempos feudais; na antiguidade, um tipo helénico de grande residência, habitualmente privada) era, aquando da sua criação, um conselho executivo-judicial do Sacro Império Romano-Germânico.  
Conhecido em alemão como Reichshofrat (literalmente Tribunal do Conselho do Império) era um dos dois tribunais superiores do Império, sendo o outro a Câmara do Tribunal do Império. Concorria não só, juridicamente, com este último tribunal, mas, em muitos caso, tinha jurisdição exclusiva, em todos os processos feudais e em casos criminais, sobre os feudatários do Imperador e em assuntos que diziam respeito ao Governo Imperial
Criado durante a fase final da Idade Média como um Conselho do Imperador, foi organizado, na sua forma mais recente, por Maximiliano I, em 1497, como um concorrente da Câmara do Tribunal do Império, cuja Dieta Imperial tinha uma posição superior. Era composto por um presidente, um vice-presidente e um vice-chanceler e 18 conselheiros, escolhidos e pagos pelo Imperador, à excepção do vice-chanceler nomeado pelo Eleitorado de Mogúncia. Dos 18 conselheiros, seis eram protestantes, cujos votos, quando eram unânimes, tinham o efeito de veto, preservando, deste forma, a paridade. A sede do Conselho Áulico era a residência imperial, em Viena. Quando o Imperador morria, o Conselho era dissolvido e tinha que ser reorganizado pelo seu sucessor.  
As vitórias de Napoleão I após a Batalha de Austerlitz e a Paz de Pressburg, culminaram na cessação do Sacro Império Romano-Germânico, e no fim do Conselho Áulico, em 1806, como instituição imperial.
Um conselho de guerra com o mesmo nome foi criado no Império Austríaco.